# Avatarium
Avatarium — шведская метал-группа, играющая музыку в стиле дум-метал. Группа была основана басистом Лейфом Эдлингом, после того как он объявил, что его основная группа Candlemass прекращает студийную деятельность. В 2013 году группа выпустила дебютный одноимённый альбом и отправилась в турне. В октябре 2015 года вышел второй альбом под названием The Girl With The Raven Mask. Третий студийный альбом, Hurricanes and Halos, был выпущен 26 мая 2017 года.

## Дискография
- Moonhorse (EP, 2013)
- Avatarium (2013)
- All I Want (EP, 2014)
- The Girl With The Raven Mask (2015)
- Hurricanes and Halos (2017)
- The Fire I Long For (2019)
- Death, Where Is Your Sting (2022)

## Участники группы
- Лейф Эдлинг — бас
- Ларс Шёльд — ударные
- Маркус Йиделль — гитара
- Карл Вестхольм — клавишные
- Дженни-Энн Смит — вокал